# Torre de telecomunicaciones de Montjuïc
La Torre de telecomunicaciones de Montjuïc è opera dell'architetto e ingegnere valenciano Santiago Calatrava, fu costruita tra il 1989 e il 1992 nell'anello Olimpico di Montjuïc a Barcellona per i Giochi della XXV Olimpiade.
Questa torre di acciaio di 136 metri di altezza ha un disegno innovatore rispetto alla maggior parte delle torri di telecomunicazioni, infatti non si basa su un tronco verticale bensì possiede una silhouette che ricorda uno sportivo che regge la fiamma olimpica.
La torre fu costruita su richiesta della società di telecomunicazioni spagnola (Telefónica), per questo motivo la torre è detta anche "Torre Telefonica", i turisti però la conoscono come la "Torre de Montjuïc". In città è conosciuta anche come la "Torre Calatrava", la base è ricoperta di Trencadís, un chiaro richiamo all'opera di Gaudí.
L'orientamento della torre la rende una meridiana, infatti l'ombra dell'ago centrale viene proiettata sopra il piazzale.
Come molti degli edifici costruiti per i Giochi Olimpici del 1992, il tempo dedicato alla costruzione fu molto breve; la torre fu inaugurata nell'autunno del 1991.
Il grande risultato di Calatrava fu quello di creare un'opera simbolo: infatti l'immagine della torre è il trofeo che è stato consegnato al vincitore del Gran Premio di Spagna di Formula 1 dal 2006 al 2010.
L'altra torre di telecomunicazioni di Barcellona è la Torre de Collserola di Norman Foster, costruita anch'essa in occasione delle olimpiadi del 1992.

## Collegamenti esterni

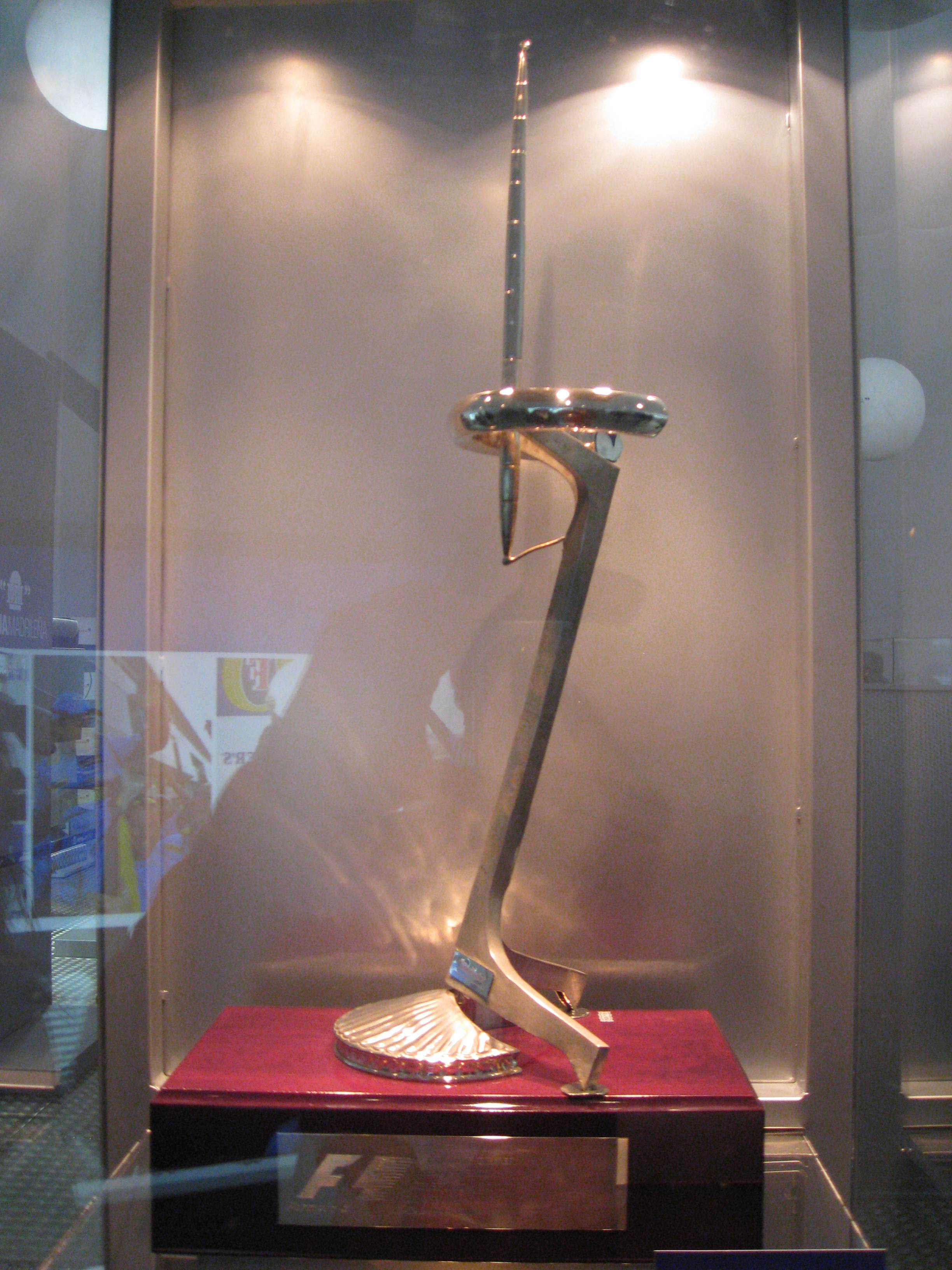
Trofeo G.P. de España d F1.